# Guillermo Larrazábal
Guillermo Larrazábal Arzubide (Ciudad de México, 10 de febrero de 1907-1983) fue un artista español especializado en vitrales, que desarrolló su carrera en Ecuador. Es considerado el artista de vitrales más importante de Ecuador.

## Biografía

### Primeros años y educación
Guillermo Larrazábal nació en la Ciudad de México el 10 de febrero de 1907, mientras su madre viajaba por allí. Sus padres, Juan Domingo Larrazábal Basarrate y Daniela Arzubide Villa, eran ambos de Bilbao, España. Su padre era un empresario que comerciaba con cacao y café. Larrazábal creció en una gran residencia en Bilbao, donde fue el menor de nueve hijos. A los cinco años, contrajo meningitis y estuvo gravemente enfermo; después de recuperarse, quedó mudo por un tiempo. Durante la escuela primaria, se encerraba en su habitación para practicar hablar frente a un espejo, y superó su mutismo después de muchas horas de práctica. Sin embargo, continuó hablando con un ligero tartamudeo durante algún tiempo. El padre de Larrazábal murió en 1916. Guillermo Larrazábal tuvo una infancia difícil y era muy religioso.
Larrazábal cambió de varias escuelas durante su infancia, incluida una escuela de contabilidad. El profesor Adrián Martínez solicitó que a Larrazábal se le permitiera estudiar solo arte y lo recomendó a varias academias de arte. En 1932, Martínez recomendó que se uniera al estudio de Luis Lerchundi, un artista radicado en Bilbao. Larrazábal trabajó bajo la dirección del pintor Félix Cañada, conocido por sus obras de art nouveau, particularmente en el Café Iruña de Bilbao. Larrazábal avanzó rápidamente dentro del estudio y pronto comenzó a aprender las técnicas del vitral.

## Carrera

### Carrera en España
Durante la Guerra Civil Española, la facción republicana lo arrestó basándose en acusaciones falsas y lo llevó a un campo de detención. Su madre apeló a sus amigos dentro de la facción para que lo liberaran. Unas semanas después, fue tomado prisionero por la facción nacionalista y nuevamente liberado a instancias de su familia. Intentó mantenerse al margen después de estos incidentes, pero fue encontrado y reclutado en el ejército de Francisco Franco; pintó sellos y banderas para Franco hasta 1939.
Cuando la guerra terminó en 1939, Larrazábal estaba sin dinero. Encontró trabajo en el estudio Vitrieras de Arte en San Sebastián. Producía obras estandarizadas y se sentía oprimido por la falta de creatividad que se le permitía. En 1951, después de 12 años trabajando en el estudio, renunció y se trasladó a una fábrica de cerámica en Madrid, y se casó en el mismo año.

### Carrera en Ecuador

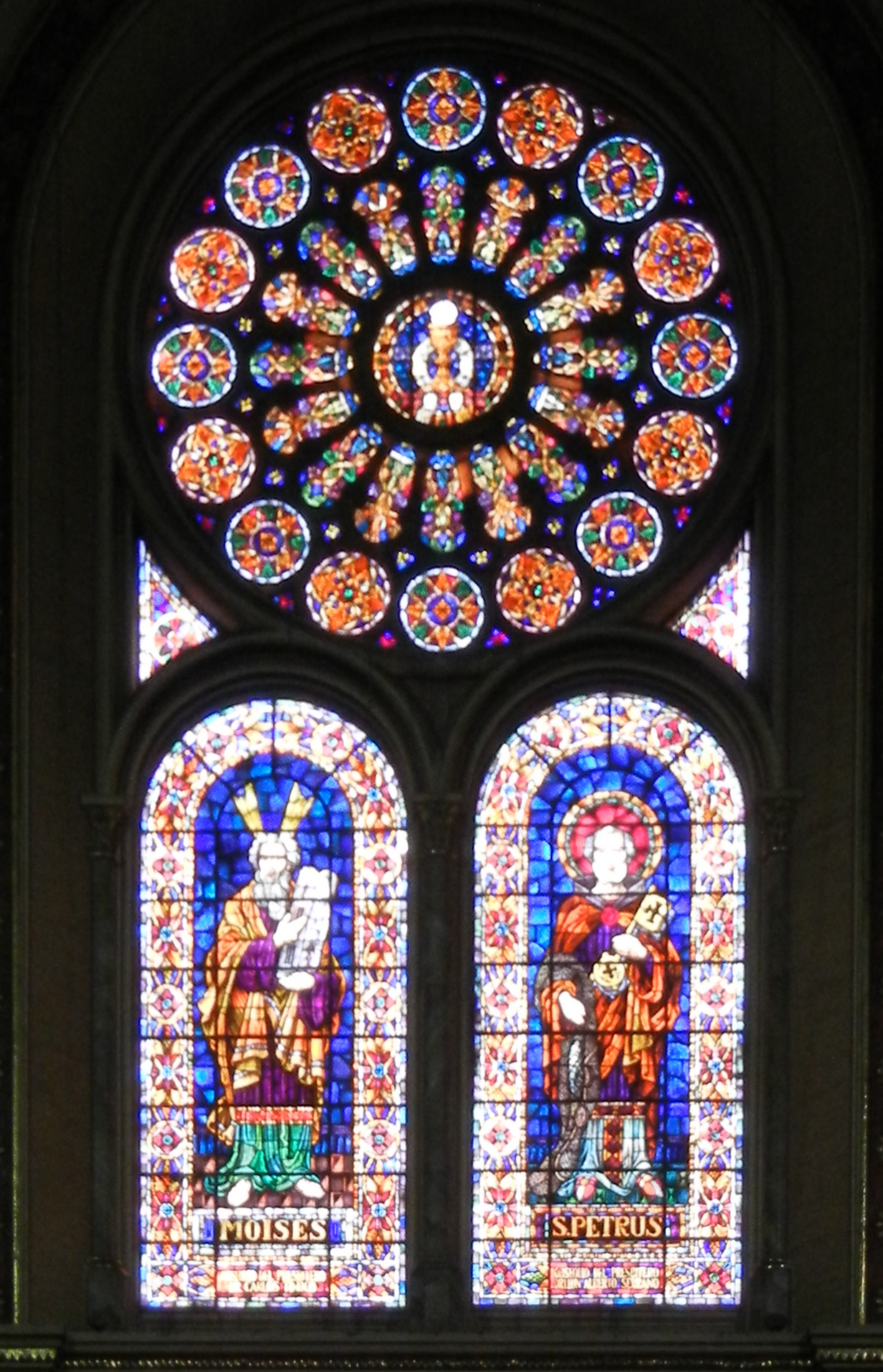
Vidrieras creadas por Guillermo Larrazábal en la Catedral Nueva de Cuenca.

En 1955, la Iglesia Católica en Ecuador buscaba artistas en España para la construcción de la Nueva Catedral de Cuenca. Eligieron al ceramista español Manuel Mora Iñigo como su agente en España, e Iñigo contrató a Larrazábal para la creación de los vitrales de la catedral. Larrazábal se trasladó a Cuenca, Ecuador, en 1955. Su esposa llegó poco después, aunque pronto se separaron.
Larrazábal completó 60 vitrales para la catedral de Cuenca, la mayor cantidad de sus obras en un solo lugar. Su trabajo en esa catedral le trajo renombre en todo el país, lo que lo llevó a crear obras para la Catedral de Guayaquil y la Catedral de Ambato. También creó vitrales para la Academia Militar de Quito (cerrada en 1991), la Unidad Educativa San José La Salle de Guayaquil y la casa en Cuenca del empresario Guillermo Vázquez.
Durante el resto de su carrera, Larrazábal creó 87 vitrales que se encuentran en la gran mayoría de las provincias de Ecuador.

## Vida personal
En Ecuador, Larrazábal se enamoró de la pintora Eudoxia Estrella. Comenzaron a vivir juntos en 1960, aunque Larrazábal todavía estaba casado con su esposa en España; su divorcio fue negado. Estrella continuó siendo la pareja de Larrazábal hasta su muerte.

## Fallecimiento
Larrazábal murió de cáncer de pulmón a finales del 29 de julio de 1983 o en la madrugada del día siguiente. Su exposición a los productos químicos utilizados en la fabricación de vitrales puede haber causado la enfermedad, dado que nunca había fumado.

## Legado
La Gallería Larrazábal en Cuenca, nombrada en su honor, está ubicada en el antiguo sitio de su estudio. La primera exposición de la obra de Larrazábal tuvo lugar en Cuenca en 2012 y luego viajó a otras ciudades de Ecuador. Una segunda exposición se realizó en la Pontificia Universidad Católica del Ecuador en Quito en 2013.
Según Luis Alberto Luna Tobar, Larrazábal era «un teólogo que meditaba con luz y color en vitrales, en busca del rostro de Dios». Los talentos artísticos de Larrazábal no se limitaban a los vitrales; también era un talentoso pintor, escultor, ceramista y fotógrafo. En sus últimos años, dedicó una buena parte de su tiempo a la fotografía.